# Moodymann

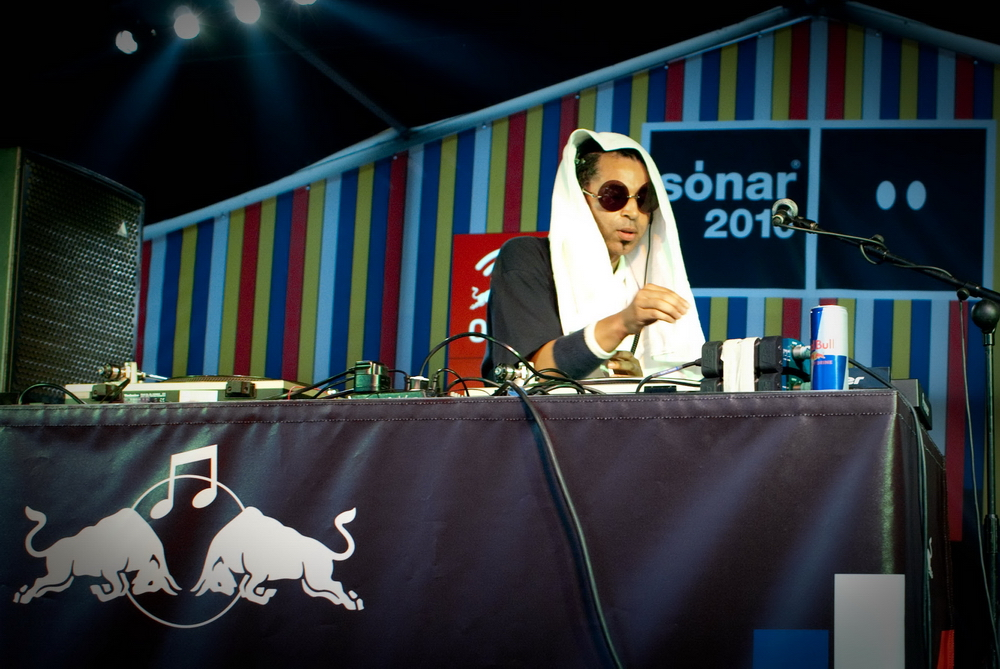
Moodymann auf dem Sónar 2010

Moodymann (* 20. Jahrhundert, eigentlich: Kenny Dixon Jr.) ist ein US-amerikanischer Soul/House-DJ und Musikproduzent aus Detroit.

## Leben und Werk
Seit seiner Kindheit ist Kenny Dixon Jr. Prince-Fan. Er träumte davon, eine Band zu gründen, mit der er Jimi Hendrix und die Funk-Band Parliament verbinden wollte. Seine musikalische Laufbahn begann er als Schlagzeuger in der Jazzband seines Vaters. Von Anfang an legte Dixon, der als Jugendlicher „Moody“ gerufen wurde, Wert darauf, in der Tradition schwarzer Musik zu stehen und dieses Erbe in die Gegenwart fortzuführen. 1994 erschien unter dem Künstlernamen Moodymann sein erster House-Titel „I Like It“ auf dem eigenen Label KDJ. 1997 kam sein Debütalbum Silentintroduction bei Carl Craigs Label Planet E Communications heraus, weitere Alben bei Peacefrog Records, KDJ und dem ebenfalls von ihm betriebenen Mahogani Music folgten. Charakteristisch für Moodymann ist sein auf Soul- und Jazz-Samples basierender House-Techno-Hybrid-Sound und die Kombination von analogen und digitalen Aufnahmetechniken.
Er meidet die Öffentlichkeit und lehnt Interviews ab.

## Diskografie

### Alben
- Silentintroduction (1997)
- Mahogany Brown (1998)
- Forevernevermore (2000)
- Silence in the Secret Garden (2003)
- Black Mahogani (2004)
- Black Mahogani II (2004)
- Det.riot ’67 (2008)
- Anotha Black Sunday (2009)
- Picture This (2012)
- ABCD (2013)
- Moodymann (2014)
- Sinner (2019)
- Taken Away (2021)

### DJ-Mixe
- Moodymann Collection (2006)
- DJ-Kicks (2016)

### EPs
- The Telephone (2001)
- I Guess U Never Been Lonely (2012)

### Singles
- I Like It b/w Emotional Content (1994)
- Moodymann (1995)
- Long Hot Sex Nights b/w The Dancer (1995)
- The Day We Lost the Soul (1995)
- Don’t Be Misled! (1996)
- I Can’t Kick This Feelin When It Hits b/w Music People (1997)
- U Can Dance If U Want 2 (1997)
- In Loving Memory (1997)
- Dem Young Sconies b/w Bosconi (1997)
- Silent Introduction (1997)
- J.A.N. (1997)
- Music Is... (1997)
- Joy Pt. II (1997)
- Amerika (1997)
- Forevernevermore (1998)
- Just Anotha Black Sunday Morning with Grandma (1998)
- Sunday Morning b/w Track Four (1998)
- Black Mahogany (1998)
- Shades of Jae (1999)
- The Thief That Stole My Sad Days... Ya Blessin’ Me (1999)
- Don’t You Want My Love (2000)
- Deleted Rehearsals (2000)
- Analog: Live (2000)
- J.A.N. (2001)
- Nmywagon (2001)
- Sweet Yesterday (2003)
- Shattered Dreams (2003)
- Silence in the Secret Garden (2003)
- Untitled (2004)
- Ampapella (2005)
- How Sweed It Is (2005)
- I’d Rather Be Lonely (2007)
- Technologystolemyvinyle (2007)
- Ol’ Dirty Vinyl (2010)
- Freeki Mutha F*cker (All I Need Is U) (2011)
- Why Do U Feel (2012)
- Sloppy Cosmic b/w Hangover (2014)
- Pitch Black City Reunion (2018)